# Philolimniidae
Philolimnias, Philolimnias sinica
Famille
Genre
Espèce
Philolimniidae est une famille fossile d'insectes de l'ordre Ephemeroptera.
Philolimnias sinica est une espèce d'éphémère fossile de la famille des Philolimniidae, datant de l'Éocène. C'est la seule espèce de son genre Philolimnias et de sa famille.

## Présentation
Le genre Philolimnias et l'espèce Philolimnias sinica ont été décrits et publiés par Hong en 1979. La famille Philolimniidae a été décrite et publiée par Jacobus  & McCafferty en 2006.

## Publications initiales
: document utilisé comme source pour la rédaction de cet article.
- Jacobus & McCafferty, 2006 : Reevaluation of the phylogeny of the Ephemeroptera infraorder Pannota (Furcatergalia), with adjustments to higher classification. Transactions of the American Entomological Society (Philadelphia), 132(1-2), March-June 2006: 81-90.
- Hong, 1979 : On Eocene Philolimnias gen. nov. (Ephemeroptera, Insecta) in amber from Fushun Coalfield, Liaoning Province. Scientia Sinica, 12(8) 1979 p. 331-339.
- « Classification de Hallan »(Archive.org • Wikiwix • Archive.is • Google • Que faire ?)